# Alexander Markowitsch Poljakow

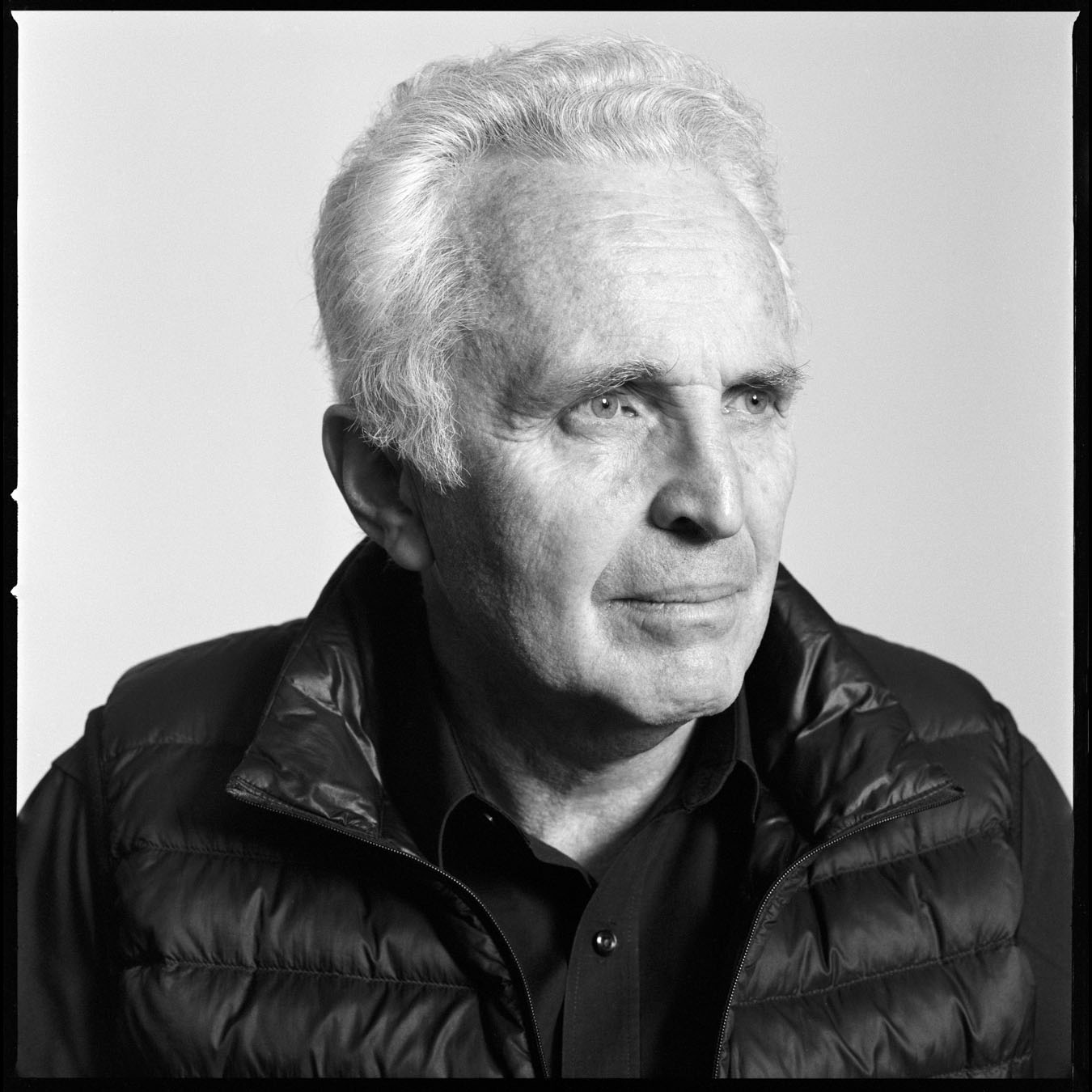
Alexander Poljakow

Alexander Markowitsch Poljakow (russisch Александр Маркович Поляков, wiss. Transliteration Aleksandr Markovič Poljakov, auf Englisch als Polyakov geschrieben; * 27. September 1945 in Moskau) ist ein russischer Physiker.

## Leben und Werk
Poljakow studierte in Moskau (Institut für Physik und Technologie) und forschte danach am Landau-Institut in Moskau, wo er 1969 promovierte. 1969 bis 1989 war er Professor für Physik am Landau-Institut, wo er Leiter der Abteilung Quantenfeldtheorie wurde. Seit 1989 ist er Professor an der Princeton University, ab 1999 als Joseph Henry Professor of Physics.
Mit seinem Freund Alexander Arkadjewitsch Migdal bestand er 1961 noch als Schüler die Eingangsprüfung für das Theoretische Minimum bei Lew Landau persönlich, der wenig später seinen schweren Autounfall hatte. Mit A. A. Migdal entdeckte er 1964 in der Sowjetunion unabhängig das Higgs-Phänomen, worüber sie auch 1966 veröffentlichten, allerdings keinerlei Widerhall fanden, da in der damals in der Sowjetunion dominierenden Landau-Schule Quantenfeldtheorie nicht mehr ernst genommen wurde.
Poljakow leistete mehrere wichtige Beiträge zur Quantenfeldtheorie, unter anderem arbeitete er auf dem Gebiet der nicht-abelschen Eichtheorie (Yang-Mills-Theorie), wo er ’t Hooft-Polyakov-Monopol-Lösungen einführte (1974, auch Gerard ’t Hooft arbeitete unabhängig auf diesem Gebiet). Mit Belawin, Schwarz und Juri Tjupkin fand er 1975 die Instantonlösungen in Yang-Mills-Theorien. Außerdem forscht er auf dem Gebiet der konformen Feldtheorie und Stringtheorie. 1984 veröffentlichte er mit Alexander Belawin und Alexander Samolodtschikow eine fundamentale Arbeit über konforme Feldtheorien und ihre Klassifizierung.
Die Polyakov-Wirkung in der Stringtheorie ist nach ihm benannt. Mit ihr führte Poljakow 1981 eine Wegintegral-Quantisierung der Strings durch.
Er fand als erster die Korrespondenz von Strings im 5-dimensionalen Anti-DeSitter-Raum (Holografisches Prinzip) und 4-dimensionalen supersymmetrischen Yang-Mills-Theorien. Im Sinne der „Holographie“ wird so mit einer Feldtheorie auf einer Oberfläche die Physik im von ihr eingeschlossenen Volumen beschrieben (in einem Aufsatz von Poljakov „Wall of the Cave“ in Anspielung auf Platons Höhlengleichnis genannt).
Weiter beschäftigt er sich mit Turbulenz (Anwendung konformer Feldtheorie), mit Stringtheorie-Kosmologie und dem Quark-Confinement-Problem in der Quantenchromodynamik, das er ebenfalls im String-Bild behandelt, nachdem er in den 1970er Jahren schon als einer der ersten topologische Erklärungen für dieses wichtige Problem suchte, u. a. über die von ihm eingeführten Instantonen. In den 1970er Jahren zeigte er, dass „Instanton-Flüssigkeiten“ in der dreidimensionalen (zwei Raum, eine Zeitdimension) kompakten Quantenelektrodynamik (QED) für das Confinement verantwortlich sind. Auch untersuchte er die Anwendung der Konzepte konformer Feldtheorie/Stringtheorie in der statistischen Mechanik (Hochtemperatursupraleiter u. a.), z. B. in seinem Buch Gauge fields and strings.
1986 wurde ihm die Dirac-Medaille (ICTP) und der Dannie-Heineman-Preis für mathematische Physik, 1994 die Lorentz-Medaille verliehen. 2004 erhielt er, zusammen mit Alexander Andrejew, den Pomerantschuk-Preis des Moskauer Instituts für Theoretische und Experimentelle Physik. Seit 1984 ist er korrespondierendes Mitglied der Russischen Akademie der Wissenschaften. Im Jahre 2010 wurde ihm der Harvey-Preis des Technion Instituts in Haifa/Israel zugesprochen. 1991 wurde er in die American Academy of Arts and Sciences gewählt, seit 2005 ist er Mitglied der National Academy of Sciences. 2011 erhielt er mit Samolodtschikow und Belawin den Lars-Onsager-Preis. 
2013 erhielt er den Physics Frontiers Prize und den Fundamental Physics Prize. Für 2021 wurde Poljakow die Max-Planck-Medaille der Deutschen Physikalischen Gesellschaft zugesprochen. Dabei wurde er für seine wegweisenden Pionierarbeiten zur Quantenfeldtheorie und Statistischen Mechanik, speziell zu Monopolen und Instanton-Lösungen von Yang-Mills-Theorien, zum konformen Bootstrap und zur Eich-String-Dualität gewürdigt.